# Monarchie christophienne
La monarchie christophienne est le régime politique en vigueur à Saint-Christophe-et-Niévès, dont le chef d'État est un monarque désigné selon le principe héréditaire. L'actuel monarque de Saint-Christophe-et-Niévès est le roi Charles III, qui règne depuis le 8 septembre 2022. En tant que tel, il occupe de jure la position de chef de l'État et détient quelques pouvoirs qui lui sont propres. Cependant, comme le monarque demeure au Royaume-Uni, il délègue ses fonctions à un gouverneur général (actuellement Dame Marcella Liburd, depuis le 1er février 2023), considéré comme le chef de l'État de facto.
Saint-Christophe-et-Niévès est l'un des quinze royaumes du Commonwealth qui reconnaissent comme monarque le souverain britannique, actuellement le roi Charles III. Les monarchies du Royaume-Uni et de Saint-Christophe-et-Niévès sont toutefois juridiquement distinctes, chacun de ces deux États souverains possédant son propre gouvernement. Le roi est le seul membre de la famille royale à avoir un rôle constitutionnel ; lui, son fils aîné, le prince William, et les autres membres de la famille royale assument diverses fonctions cérémonielles publiques à Saint-Christophe-et-Niévès et à l'étranger.

## Aspects internationaux et nationaux

### Royaume du Commonwealth

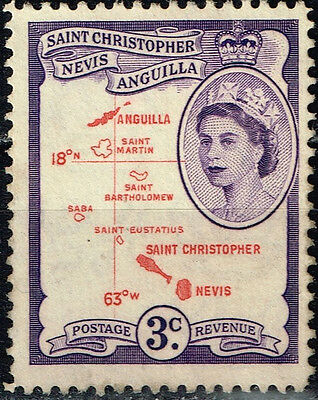
Timbre représentant la reine Élisabeth II (1956).

Quinze pays du Commonwealth des Nations, qui compte 56 membres, sont connus sous le nom de royaumes du Commonwealth. Saint-Christophe-et-Niévès est l'un d'entre eux. Bien qu'ils partagent la même personne comme chef d'État, chacun de ces royaumes est souverain et indépendant des autres ; la monarchie christophienne a donc un caractère à la fois distinct et partagé.
Le 27 février 1967, le Royaume-Uni accorde un statut d'autonomie à l'État associé de Saint-Christophe, Niévès et Anguilla. Dès le début des négociations, mi-janvier, des Anguillais avaient exprimé leur désaccord. Cette expression de désaccord finit par se traduire par quelques violences. Le 30 mai, les Anguillais se soulèvent, chassent la police de Saint-Christophe et mettent en place un conseil législatif. Le 16 juin, Anguilla se retire unilatéralement de l'État associé. Cette situation est entérinée par la Grande-Bretagne en 1971, cependant, l'État associé de Saint-Christophe, Niévès et Anguilla existe de jure jusqu'en 1983.
Saint-Christophe-et-Niévès est une monarchie constitutionnelle similaire aux autres royaumes du Commonwealth. Le monarque ne réside pas dans le pays. Il est représenté par le gouverneur général de Saint-Christophe-et-Niévès, nommé par lui sur l'avis du Premier ministre, qui accomplit la plupart de ses fonctions. La Constitution de Saint-Christophe-et-Niévès est adoptée le 23 juin 1983.

### Titre du roi
Charles III possède officiellement un titre différent dans chacun de ses royaumes. Le titre du roi à Saint-Christophe-et-Niévès est le suivant :
« Charles the Third, by the Grace of God, King of Saint Christopher and Nevis and of His other Realms and Territories, Head of the Commonwealth. »
« Charles Trois, par la grâce de Dieu, roi de Saint-Christophe-et-Niévès et de ses autres royaumes et territoires, chef du Commonwealth. »

### Succession au trône
La succession au trône suit la primogéniture absolue, conformément aux dispositions de l'Acte de succession à la Couronne (2013) ainsi que de l'Acte d'Établissement (1701) et de la Déclaration des droits (1689). Ces textes, bien que votés à l'origine par le Parlement du Royaume-Uni, font partie du droit constitutionnel d'Antigua-et-Barbuda. L'héritier du trône britannique héritera donc également du trône christophien. L'héritier actuel est le prince William, qui devrait devenir roi de Saint-Christophe-et-Niévès à la mort de son père.

## Rôle constitutionnel

Drapeau du gouverneur général.

La Constitution de Saint-Christophe-et-Niévès mentionne à plusieurs reprises le roi sous le terme de Majesty.

### Pouvoirs exécutif et législatif
L'article 21 mentionne qu'« il y aura pour Saint-Christophe-et-Niévès un gouverneur général qui sera un citoyen nommé par Sa Majesté et exercera ses fonctions au gré de Sa Majesté et qui sera le représentant de Sa Majesté à Saint-Christophe-et-Niévès ».
L'article 25 : « Il y aura pour Saint-Christophe-et-Niévès un Parlement composé de Sa Majesté et d'une Assemblée nationale ».
L'article 51 : « L'autorité exécutive de Saint-Christophe-et-Niévès est dévolue à Sa Majesté ».
Dans le cadre de fédération avec Niévès, l'article 100 précise qu'« il y aura une législature pour l'île de Niévès, qui sera dénommée la législature de l'île de Niévès et sera composée de Sa Majesté et d'une assemblée dénommée l'Assemblée de l'île de Niévès ».
Le serment d'allégeance, tel que mentionné dans la Constitution de 1958, est :

« Je, _______________________, jure que je porterai fidèlement allégeance à Sa Majesté la reine Élisabeth II, à ses héritiers et successeurs, conformément à la loi.
Alors aidez-moi Dieu. (So help me God.). »

### Pouvoir judiciaire
Au sein des royaumes du Commonwealth, le souverain est chargé de rendre la justice à tous ses sujets, et est donc traditionnellement considéré comme la source de la justice.
L'article 99 de la Constitution décrit qu'il est possible d'interjeter appel des décisions de la Cour d'appel devant Sa Majesté en Conseil de plein droit dans les cas suivants :
- décision finale dans toute procédure civile lorsque la question en litige dans l'appel à Sa Majesté en conseil est de la valeur prescrite ou supérieure ou lorsque l'appel porte directement ou indirectement sur une réclamation ou une question relative à un bien ou un droit de la valeur prescrite ou vers le haut :
- les décisions finales dans toute procédure civile ou pénale impliquant une question d'interprétation de la présente Constitution ;
- les décisions définitives rendues dans l'exercice de la compétence conférée au tribunal de grande instance par l'article 112 ;
- tous autres cas prescrits par le Parlement.

Il est possible d'interjeter appel devant Sa Majesté en conseil avec l'autorisation spéciale de Sa Majesté de toute décision de la Cour d'appel en matière civile ou criminelle.

## Monarchie à Niévès

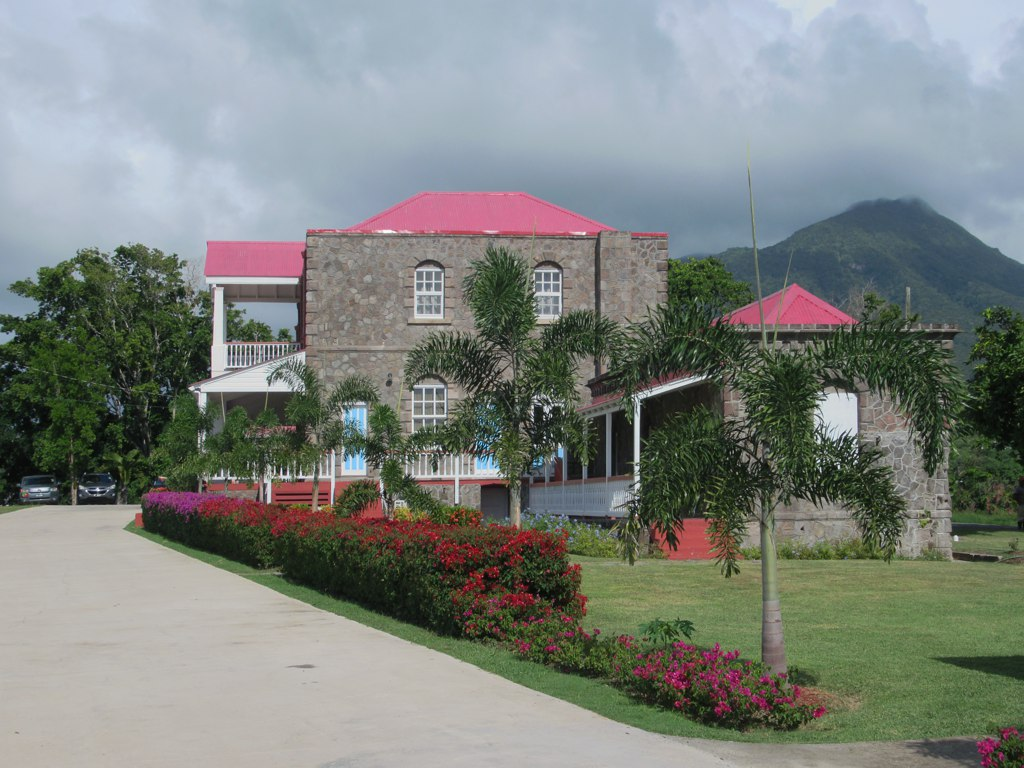
Résidence du vice-gouverneur général à Charlestown (île de Niévès).

Selon les dispositions de la Constitution de Saint-Christophe-et-Niévès, la monarchie fonctionne séparément sur l'île de Niévès, et la Couronne dans la juridiction névicienne est appelée « Couronne du chef de l'administration de l'île de Niévès » (en anglais : the Crown in right of the Nevis Island Administration).
Le gouverneur général nomme un vice-gouverneur général pour l'île de Niévès, qui exerce les fonctions du bureau vice-royal sur l'île. Le vice-gouverneur général réside à Charlestown, la plus importante localité de l'île.
Le monarque et l'Assemblée de Niévès constituent le corps législatif de l'île. Trois des huit membres de l'Assemblée sont nommés par le gouverneur général : deux sont nommés conformément à l'avis du Premier ministre de Niévès, le dernier est nommé sur l'avis du chef de l'opposition à l'Assemblée. Tous les projets de loi adoptés par l'Assemblée de Niévès doivent recevoir la sanction royale. Le gouverneur général est également responsable de la dissolution de l'Assemblée sur l'avis du Premier ministre.
Le gouverneur général, afin de maintenir la stabilité de l'administration de l'île de Niévès, nomme comme Premier ministre la personne la plus susceptible de conserver le soutien de la majorité des élus à l'Assemblée de Niévès. Le gouverneur général nomme les autres membres de l'administration parmi les membres de l'Assemblée, en suivant les conseils du Premier ministre. La fonction de l'administration de l'île de Niévès est de conseiller le gouverneur général dans le gouvernement de l'île de Niévès. L'administration est collectivement responsable devant l'Assemblée pour tout conseil donné au gouverneur général.

## Liste des monarques christophiens
| No | Portrait     | Nom                                             | Début de règne    | Fin de règne     |
| -- | ------------ | ----------------------------------------------- | ----------------- | ---------------- |
| 1  | Élisabeth II | Élisabeth II (21 avril 1926 – 8 septembre 2022) | 19 septembre 1983 | 8 septembre 2022 |
| 2  | Charles III  | Charles III (né le 14 novembre 1948)            | 8 septembre 2022  | En cours         |

## Visites royales
La reine Élisabeth II et le duc d'Édimbourg visitent Saint-Christophe-et-Niévès en février 1966, où la reine tient une investiture à la Government House. C'est la princesse Margaret qui se rend à Saint-Christophe-et-Niévès en septembre 1983 pour représenter la reine lors des célébrations de l'indépendance.
La reine et son mari se rendent à nouveau à Saint-Christophe-et-Niévès en 1985. Lors de ce voyage, une réception a lieu à bord du HMY Britannia.